# Corporación de Cruceros Nacionales
Die Corporación de Cruceros Nacionales (CCN) war die erste in Mexiko gegründete Kreuzfahrtgesellschaft. Für ihr Kreuzfahrtangebot verwendete sie den Markennamen Ocean Star Cruises. Nach einem Brand und einer Serie technischer Schwierigkeiten auf ihrem ersten Schiff, stellte sie den Betrieb nach wenigen Monaten ein.

## Geschichte
Das Unternehmen wurde 2010 von staatlichen und privaten Investoren in Mexiko gegründet. Ihr Ziel war, den lokalen Tourismus mit einer nationalen Kreuzfahrtgesellschaft zu fördern. Noch im Dezember des gleichen Jahres übernahm die Gesellschaft die bis dahin bei Louis Cruise Lines eingesetzte Aquamarine und benannte sie in Ocean Star Pacific um.
Neuer Eigentümer des Schiffes wurde nach Zahlung von 23,375 Mio. US-Dollar Kaufpreis jedoch nicht CNN selbst, sondern die ALAS/PV Enterprises International Inc. in Fort Lauderdale. Das Schiff wurde überholt und befand sich im April 2011 gerade im Hafen von Huatulco, Mexiko, als nur wenige Tage nach der Taufe ein Brand im Maschinenraum ausbrach. Kurz nach der Reparatur in Santa Cruz traten im Juli 2011 Probleme mit den Generatoren für die Klimaanlage auf, die gerade erst erneuert worden war. Daraufhin lag das Schiff einige Zeit außerhalb von Mazatlán vor Anker. Es wurde schließlich aufgelegt und im Jahr 2014 zum Verschrotten verkauft.

## Flotte
| Baujahr | Name               | Vermessung (BRZ) | Reedereidienst |
| ------- | ------------------ | ---------------- | -------------- |
| 1971    | Ocean Star Pacific | 23.149           | 2011–2014      |